# Saint-Cyprien (Loire)
Saint-Cyprien é uma comuna francesa na região administrativa de Auvérnia-Ródano-Alpes, no departamento de Loire. Estende-se por uma área de 7,28 km². Em 2010 a comuna tinha 2 502 habitantes (densidade: 343,7 hab./km²).